# Worpławki
Worpławki al. Kłosowo (prus. Warpelauks, niem. Worplak, Worplack, Warpelawken, Warplaucken, Warpelauken, Warpelauke) – wieś w Polsce położona w województwie warmińsko-mazurskim, w powiecie kętrzyńskim, w gminie Reszel. W latach 1975–1998 miejscowość administracyjnie należała do województwa olsztyńskiego. Wieś znajduje się w historycznym regionie Warmia.

## Historia wsi
Nazwa pruska wywodzi się od zapewne od litewskiego varpa oznaczającego "kłos", drugi człon nazwy to pruskie lauks – "pole". Nazwa "Warpelauks" jest też tłumaczona jako "Pole Warpego" (Warpe oznacza imię, zaś lauks – "pole").
W XVIII wieku nazwę wsi zmieniono na Worplak a w XIX wieku na Worplack.
Najstarsze ślady bytności człowieka na terenie wsi Worpławki pochodzą sprzed około 9000 lat. Pod koniec XIX wieku w nieznanych bliżej okolicznościach przypadkowo odkryto we wsi Worpławki liczące około 9000 lat dwa ostrza kościane długości kilkunastu centymetrów – groty strzał lub dzirytów. 
Niemieckie źródła wymieniają Worpławki wśród miejscowości, w których odkryto płytkie miejsca pochówku z czasów cesarstwa rzymskiego. W 2011 roku podczas budowy wodociągu natrafiono na jednej z posesji w Worpławkach na fragment średniowiecznego drewnianego wodociągu.
Przywilej lokacyjny został wystawiony w 1341 roku przez wójta biskupiego, Henryka von Luter. Wówczas to kapituła przekazała rycerzowi Nikolaus w lenno od biskupa warmińskiego majątek na prawie chełmińskim, liczący 21 łanów (352,8 ha), z 12 latami wolnymi od podatku, ponieważ obszar jego porastała puszcza. Lennik otrzymał duże i małe sądownictwo. W zamian winien był na każde wezwanie zwierzchności stawać konno i w lekkiej zbroi, a nadto wspomagać budowę zamków. W akcie lokacyjnym zapewniono lennikowi dożywotnie prawo połowu ryb na własne potrzeby w pobliskim jeziorze Sayn a w jeziorze Dejnowo także dla jego spadkobierców..
W roku 1469 jedna trzecia wsi Worpławki (7 łanów) stała się własnością kościoła św. Piotra i Pawła w Reszlu – na podstawie testamentu właściciela majątku reszelanina Bartłomieja Schönflussa.
Pozostała część majątku należała do Gerharda Roelanda i Nicolasa Hoffmanna, którzy odsprzedali ją w 1525 roku Georgowi von Troschke. Worpławki pozostawały we władaniu rodziny Troschke do 1664 roku, kiedy odkupiło je miasto Reszel.
W 1719 14 łanów od miasta Reszel kupił Stephan Romaironi. W 1767 r. miasto Reszel było właścicielem 5 łanów ziemi w Worpławkach. W 1774 roku właścicielem majątku był szlachcic Andreas von Trzciński, który wybudował dwór,.
W roku 1805 majątek Worpławki należał do rodziny Kortzfleisch. W okresie wojen napoleońskich część zabudowy spłonęła. W 1879 roku w majątku w Worpławkach należącym do Hermanna Rhode o łącznej powierzchni 405 ha funkcjonowała m.in. krochmalnia. Utrzymywano m.in. holenderskie bydło zarodowe. W roku 1932 w majątku należącym do Ernsta von Frankenberg und Proschlitz o powierzchni 429 ha utrzymywano m.in. 79 koni i 130 sztuk bydła. W 1932 r. majątek wykupiła Elektrownia Wschodniopruska, zaś w 1939 r. został poddany parcelacji.
Na obrzeżu wsi zlokalizowana była leśniczówka. Ta część wsi do 1 września 1939 nosiła nazwę "Hasenkrug". 
W roku 1475 zarejestrowano 12 gospodarstw zobowiązanych do uiszczania dziesięciny (gospodarujących na 20 włókach) – natomiast w 1510 r. było ich 10. W roku 1783 wieś liczyła 12 chałup, w 1817 – 8 chałup. W 1866 w rejestrze do celów podatkowych figurowało 5 budynków mieszkalnych.
Według spisu szkół w roku 1802 funkcjonowała tu szkoła luterańska.
Od czasów reformacji w pierwszy czwartek po Wielkanocy wyruszały tradycyjne pielgrzymki z Worpławek (należących do Warmii) do Świętej Lipki (należącej do Prus).
Po dawnych właścicielach pozostały solidne zabudowania folwarczne i kolonia domków należących do robotników zatrudnionych w majątku.
W latach sześćdziesiątych XX wieku w dawnym pałacyku dworskim przez szereg lat funkcjonowała 4 klasowa szkoła podstawowa. Pałacyk dworski pochodzi z XIX w. i został rozbudowany na początku XX w. Źródła historyczne podają, że dwór w Worpławkach zatrudniał 3 ogrodników.
We wsi znajduje się kilkanaście zagród chłopskich znajdujących się w centrum miejscowości oraz rozproszonych w promieniu 1–2 km od skupiska. Przeważają budynki jednorodzinne, większa część z nich pochodzi jeszcze z okresu przedwojennego. Szereg z tych budynków jest wpisanych do gminnego rejestru zabytków. Na terenie kolonii zlokalizowanych jest 8 gospodarstw, a we wsi 15. W granicach wsi znajdują się dwa lasy państwowe rozciągające się od Jutrkowa i Siemek. Na terenie wsi istnieją również liczne lasy prywatne. Wśród gatunków lasotwórczych przeważa świerk i sosna. Występuje 6 stawów rybnych. We wsi zachowała się przydrożne kapliczka. Na obrzeżu wsi są pozostałości dawnego poniemieckiego cmentarza.
Na terenie Sołectwa Worpławki są 3 gospodarstwa agroturystyczne posiadające około 30 miejsc pobytowych.

## Demografia
Liczba mieszkańców:
- 1817 – 88
- 1864 – 106
- 1885 – 126
- 1905 – 130
- 1910 – 124
- 2007 – 60
- 2011 – 63
- 2013 – 57